# Широков, Виктор Александрович
Виктор Александрович Широков (19 апреля 1945 — 11 августа 2024) — русский прозаик, поэт, переводчик, эссеист, литературовед и литературный критик.
Автор 18 книг стихотворений, 6 книг прозы, более 30 книг переводов с английского и языков народов СССР.
Лауреат многих литературных премий, в том числе имени Валентина Катаева и Николая Заболоцкого. Член-корреспондент Петровской Академии наук и искусств. Член Союза писателей и Союза журналистов РФ.